# Droga de la verdad
Una droga de la verdad (o suero de la verdad) es una medicación psicoactiva utilizada para obtener información de una persona que esta indispuesta o imposibilitada para facilitarla. La utilización de la droga de la verdad está clasificada como forma de interrogación autorizada de acuerdo al Derecho internacional, sin embargo, es adecuada y productivamente utilizada en la evaluación de pacientes psicóticos en la práctica de la psiquiatría. Esta aplicación fue documentada inicialmente por el doctor William Bleckwenn en 1930 y aún se utiliza en circunstancias específicas.

## Sustancias químicas activas
Sedantes e hipnóticos que alteran la alta función cognitiva incluyen el etanol, la escopolamina, el temazepam y otros barbitúricos como el pentotal sódico y el sodio amital.

## Efectividad
De acuerdo a ideas médicas prevalecientes, la información obtenida bajo influencia de sodio amital administrado vía intravenosa puede ser imprecisa, debido a que los sujetos pueden mezclar hechos reales con fantasía. Algunos observadores incluso creen que esta sustancia no incrementa la capacidad para decir la verdad, sino únicamente la capacidad de hablar